# Marie-Josèphe d'Espagne
L’infante Marie Josèphe Carmelle d’Espagne (en espagnol, infanta María Josefa de España), née le 6 juillet 1744 à Gaète en tant que princesse Marie-Joséphine de Naples et de Sicile (en italien, principessa Maria Giuseppina di Napoli e Sicilia) et morte le 8 décembre 1801 à Madrid, est une princesse italo-espagnole de la maison de Bourbon.

## Biographie

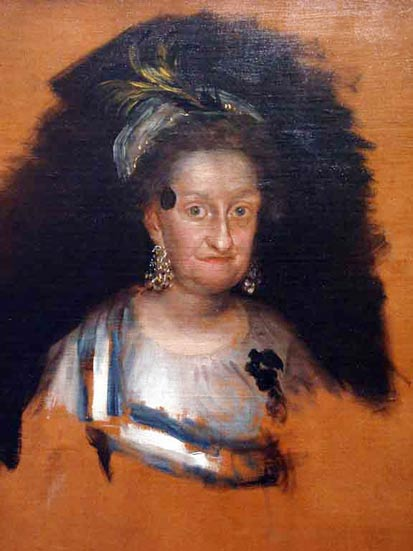
L’Infante Marie-Josèphe (1800) par Goya, étude pour le tableau de La Famille de Charles IV.

La princesse Marie-Joséphine de Naples et de Sicile, qui doit son prénom à sa grand-mère maternelle, l’archiduchesse Marie-Josèphe d’Autriche, naît à Gaète, dans le royaume de Naples. Quatrième enfant de Charles (1716-1788), roi de Naples et de Sicile depuis 1734 et ancien duc de Parme (de 1731 à 1736), et de la princesse Marie-Amélie de Saxe (1724-1760), elle est leur première fille à vivre au-delà de 5 ans. À sa naissance, Marie-Joséphine avait pour seule sœur aînée survivante la princesse Marie-Isabelle-Anne (1743-1749).
Sa plus jeune sœur, la princesse Marie-Louise (1745-1792) lui est préférée pour épouser le grand-duc de Toscane, fils de l’impératrice Marie-Thérèse et futur empereur Léopold II.
Appartenant à la branche espagnole de la maison de Bourbon, Marie-Joséphine était non seulement princesse de Naples et de Sicile à sa naissance, mais bénéficiait également de la dignité d’infante d’Espagne, avec prédicat d’altesse royale. En 1759, alors que le roi Ferdinand VI meurt, son père est appelé pour lui succéder sur le trône d’Espagne. En octobre 1759, elle quitte Naples avec sa famille pour l’Espagne, à l’âge de 15 ans. Un an après leur arrivée, la mère de Marie-Josèphe meurt (septembre 1760). Son père devenu roi d’Espagne sous le nom de Charles III, meurt quant à lui en décembre 1788. Sous le règne de son frère, le roi Charles IV, l’infante vit sous la cour dominée par sa belle-sœur, la princesse Marie-Louise de Parme, petite-fille de Louis XV, avec laquelle elle ne s’entend pas.
Marie-Josèphe était pressentie pour contracter une union avec le roi Louis XV de France, veuf, son épouse Marie Leszczynska étant décédée en 1768, alors que l’infante n’avait que 24 ans. Le monarque aurait rejeté cette idée en raison de la différence d’âge, et Marie-Josèphe demeure célibataire le restant de sa vie. À la suite de la mort de son père, elle continue de vivre au palais royal avec son frère le roi. Soutien des Carmélites, elle est enterrée dans le couvent Sainte-Thérèse de Madrid.
Elle meurt à l’âge de 57 ans au palais royal de Madrid avant que son frère Charles IV ne perde le trône et soit exilé en 1808. En 1877, son corps est transféré au panthéon des Infants du monastère Saint-Laurent-de-l’Escurial.

## Titres et honneurs

### Titulature
- 6 juillet 1744 — 6 octobre 1759 : Son Altesse Royale la princesse Marie-Joséphine de Naples et de Sicile
- 6 octobre 1759 — 8 décembre 1801 : Son Altesse Royale l’infante Marie-Josèphe d’Espagne

### Honneur
| Dame de l’ordre royal des dames nobles de la reine Marie-Louise | Dame de l’ordre royal des dames nobles de la Reine Marie-Louise (royaume d’Espagne, 21 avril 1792) |

### Armes
| Blason | Blasonnement : Écartelé en I et IV, de gueules au château d’or ouvert et ajouré d’azur et en II et III d’argent au lion de gueules armé, lampassé et couronné d’or, enté en pointe du sur-le-tout d’argent à une pomme grenade de gueules, tigée et feuilleté de sinople sur-le-tout à trois fleurs de lys d’or à la bordure de gueules. |